# Amphisbaena kingii
Amphisbaena kingii là một loài bò sát trong họ Amphisbaenidae. Loài này được Bell mô tả khoa học đầu tiên năm 1833.